# Bergman (cràter)
Bergman és un petit cràter d'impacte que es troba a la cara oculta de la Lluna, al sòl interior de la plana del cràter Mendeleev. Està unit a la vora de la paret interior cap al nord-oest. En la mateixa conca es troben els cràters Moissan (al sud) i Richards (a l'oest).

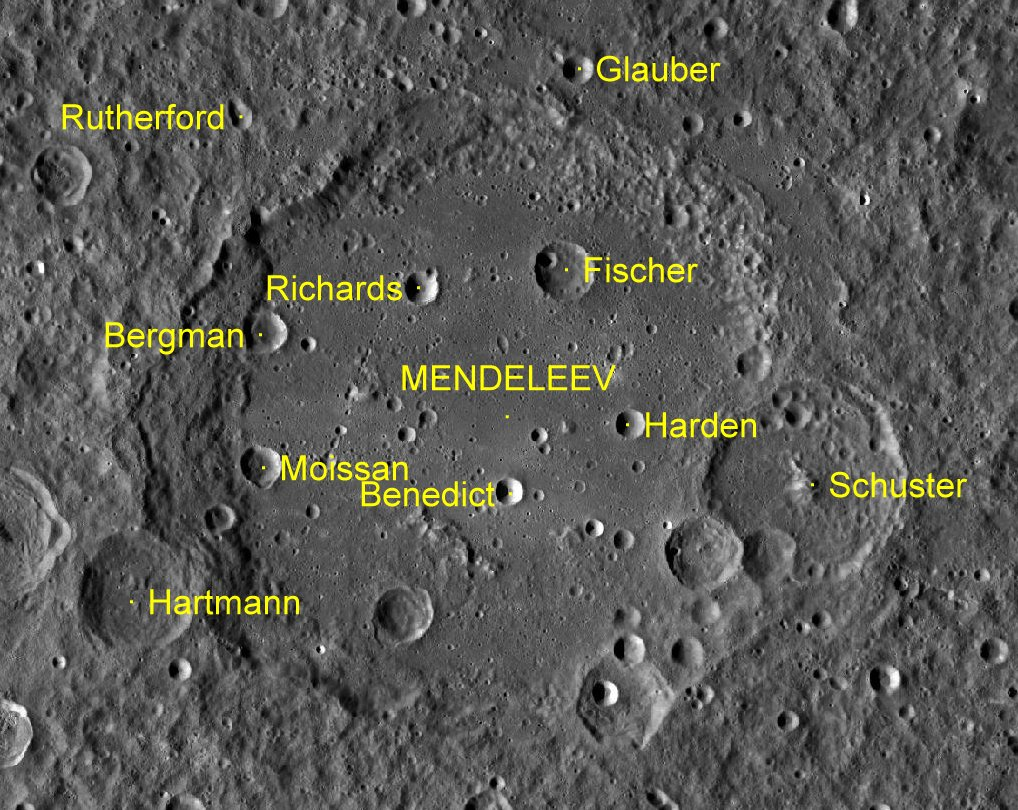
Localització de Bergman (en el sector nord-oest de la vora de Mendeleev)
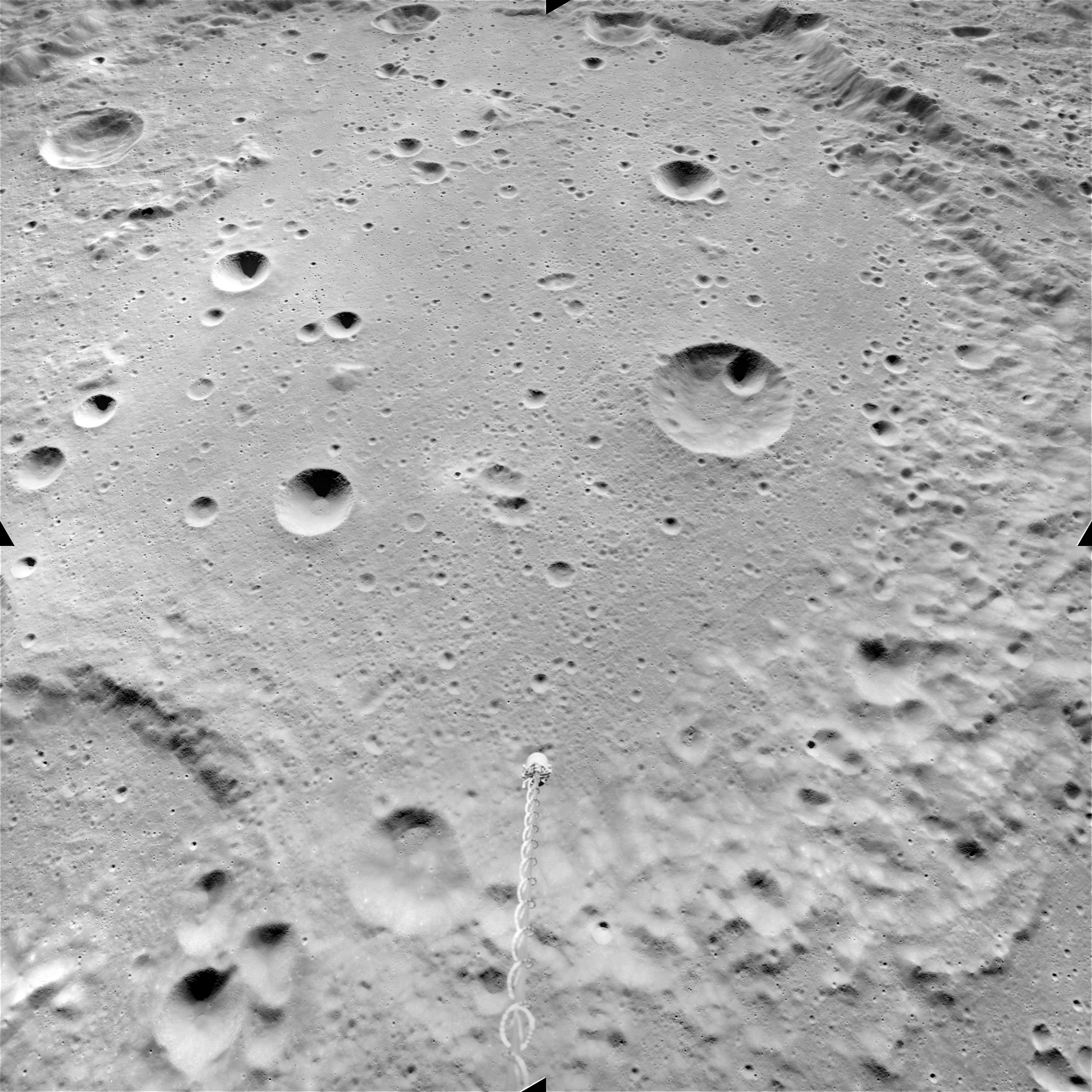
Interior de Mendeleev. Vista des del nord

La vora de Bergman és aproximadament circular, i la formació presenta forma de bol. La meitat occidental de la plataforma interior està coberta per una tartera, deixant una petita planta a nivell en el costat oriental.